# 志帥会
志帥会（しすいかい）は、かつて存在した自由民主党の派閥。1999年3月18日に村上正邦のグループに亀井静香のグループが合流して結成された。派閥の名称は初代事務総長の平沼赳夫が『孟子』の「志は気の帥なり」を由来として命名した。政治資金パーティー収入の裏金問題を受け、2024年1月19日に解散の方針が決定された。2025年6月19日に総務省に解散届を提出し、同日付で正式に解散した。

## 沿革

### 村上・亀井派時代

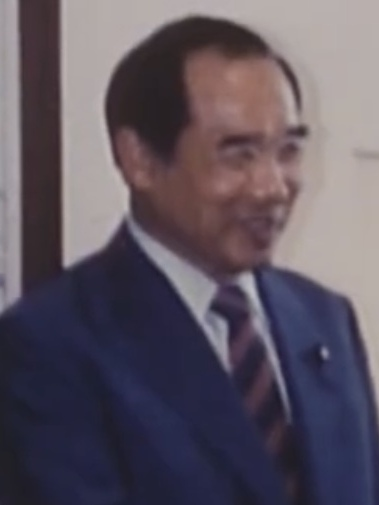
村上正邦

1998年11月30日に政策科学研究所（中曽根派→渡辺派→旧渡辺派）から山崎拓グループが近未来政治研究会（山崎派）を結成して分離独立した。12月に同派は村上正邦が新会長に就任して村上派となったが、派閥の弱体化は避けられなかった。実質的な同派のオーナーであった中曽根康弘と領袖の村上は、一方で派内の路線対立により清和会（三塚派）から離脱していた亀井静香グループと合流し、1999年3月18日に志帥会を結成した。
旧渡辺派から山崎派が分離独立する際、旧渡辺派所属の参議院議員については、当時参院幹事長で「参議院の法王」とも呼ばれた村上がまとめあげていたため、山崎派への賛同者は少なかったが、衆議院議員は中堅・若手の大半が山崎派に移行したため、旧渡辺派側は長老・ベテラン議員が多く残り、一方の亀井グループ側は、所属衆議院議員の半数以上を経験不足の当選3回以下の若手が占めていた。このため、共に影響力を削がれた少数派閥として両派は思惑が一致し、双方の「対等合併」により志帥会は一気に衆参あわせて60人規模の大派閥となった。

#### 発足当初の構成
| 村上派（34名）         | 村上派（34名）       | 村上派（34名）     | 村上派（34名）       | 村上派（34名）     |
| ---------------------- | -------------------- | ------------------ | -------------------- | ------------------ |
| 中曽根康弘（衆議院）   | 櫻内義雄（衆議院）   | 村上正邦（参議院） | 石渡清元（参議院）   | 稲垣実男（衆議院） |
| 伊吹文明（衆議院）     | 衛藤晟一（衆議院）   | 江藤隆美（衆議院） | 越智伊平（衆議院）   | 加藤紀文（参議院） |
| 木部佳昭（衆議院）     | 小山孝雄（参議院）   | 阪上善秀（衆議院） | 佐藤孝行（衆議院）   | 佐藤静雄（衆議院） |
| 島村宜伸（衆議院）     | 谷洋一（衆議院）     | 中尾栄一（衆議院） | 中曽根弘文（参議院） | 中山正暉（衆議院） |
| 西川公也（衆議院）     | 能勢和子（衆議院）   | 萩山教嚴（衆議院） | 原健三郎（衆議院）   | 牧野隆守（衆議院） |
| 松永光（衆議院）       | 武藤嘉文（衆議院）   | 柳本卓治（衆議院） | 矢野哲朗（参議院）   | 与謝野馨（衆議院） |
| 吉田六左ェ門（衆議院） | 依田智治（参議院）   | 米田建三（衆議院） | 渡辺喜美（衆議院）   |                    |
| 亀井グループ（11名）   |                      |                    |                      |                    |
| 亀井静香（衆議院）     | 狩野安（参議院）     | 河村建夫（衆議院） | 小林興起（衆議院）   | 桜井新（衆議院）   |
| 中川昭一（衆議院）     | 平沼赳夫（衆議院）   | 古屋圭司（衆議院） | 松岡利勝（衆議院）   | 矢上雅義（衆議院） |
| 谷津義男（衆議院）     |                      |                    |                      |                    |
| 無派閥（14名）         |                      |                    |                      |                    |
| 愛知和男（衆議院）     | 大野つや子（参議院） | 亀井郁夫（参議院） | 倉田寛之（参議院）   | 栗原博久（衆議院） |
| 小島敏男（衆議院）     | 末広まきこ（参議院） | 中川義雄（参議院） | 仲道俊哉（参議院）   | 日出英輔（参議院） |
| 保坂三蔵（参議院）     | 三浦一水（参議院）   | 水野賢一（衆議院） |                      |                    |

1999年3月18日、初代会長に村上が、会長代行に亀井がそれぞれ就任。

### 江藤・亀井派時代

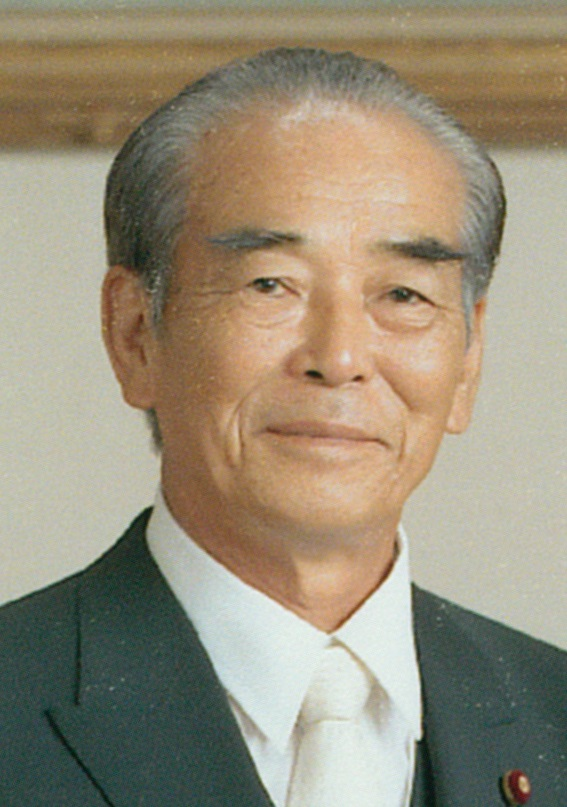
江藤隆美

1999年7月に村上が自民党の参議院議員会長に選出されたことを受けて派閥を離れ、亀井が後任会長の候補に挙がるが、旧渡辺派から加入した山中貞則、中山正暉のような頑固者の重鎮が多く、ベテラン達を束ねる力がないと思った亀井は江藤隆美に会長を打診したが、「俺は金がない、だから引き受けられない」と断られ、亀井は「金は私が出します」と江藤を説得し、江藤が第二代会長に就任した。亀井は会長代行のまま実務を担当する。2000年6月25日の第42回衆議院議員総選挙で櫻内義雄、原健三郎が引退し、前通産相の与謝野馨、政調会長代理の桜井新ら中軸メンバー、中尾栄一、木部佳昭、佐藤孝行、松永光、島村宜伸などの落選が相次ぎ、11人の大幅減となり、政調会長の亀井は「人数より中身が痛い」と漏らした。選挙後に発足した第2次森内閣では亀井が政調会長に留任し、谷洋一が農林水産大臣、平沼赳夫が通商産業大臣に就任した。2001年自由民主党総裁選挙には亀井が立候補したが小泉純一郎に敗れた。
派閥結成当初より、党内でも守旧派であったが、村上・小山孝雄がKSD事件で受託収賄容疑で逮捕され議員辞職したため、柳川覚治が繰り上げ当選。2001年の小泉政権誕生以降は、江藤と亀井は、改革派の小泉の言ういわゆる「抵抗勢力」の代表格として、小泉改革を批判する急先鋒となった。

### 亀井派時代

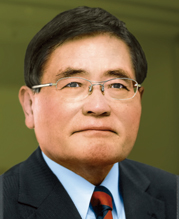
亀井静香

江藤の政界引退表明を受け、2003年10月10日に亀井が3代目会長に就任したが、亀井が会長に就任してから間もなく、同年の第43回衆議院議員総選挙における公認問題をめぐり、同派の最高顧問だった中曽根が小泉純一郎総裁により総選挙不出馬、引退に追い込まれた。
長年の持論であった郵政民営化を強力に推進する小泉に対し、亀井や参院亀井派会長の中曽根弘文らは強硬に反対。しかし、亀井の姿勢は小泉改革に賛同する水野賢一らの離反を引き起こした。亀井が「反小泉」の旗幟を鮮明にするにつれ、亀井派を離脱する議員もいたが、亀井は退会の意思を示した議員を引き止めず、「（亀井のトレードマークである）亀のバッジをつけていると、選挙に不利だから、亀のバッジをはずしてやってくれ」と逆に自派の議員たちを思いやった。
郵政民営化法案は、衆議院で亀井、元衆議院議長綿貫民輔、前総務会長堀内光雄、元郵政大臣野田聖子ら亀井派以外の派閥からも造反者が相次いだが、5票差で可決される。法案は参議院で中曽根弘文らの造反により否決され、小泉はただちに衆議院を解散する。解散後に亀井は志帥会会長を辞任して自民党を離党し、綿貫や元国土庁長官の亀井久興らと共に国民新党を結党した。亀井派所属の農林水産大臣・島村宜伸が、閣議で衆議院解散に反対して辞表を提出したが、小泉に罷免された。

#### 旧亀井派時代
亀井が志帥会会長を辞任した後、一時的に元経済産業大臣の平沼赳夫が後任の会長に就任したが、衆議院での採決で反対票を投じた平沼も自民党から公認されず、無所属での出馬を余儀なくされたため、会長を辞任。これにより、伊吹文明が後任の会長に選出されるまで、志帥会会長のポストは空席となった。

### 伊吹派時代

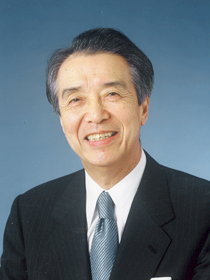
伊吹文明

2005年9月15日に郵政民営化法案で賛成した会長代行の伊吹が派閥の次期代表に内定したが、派内に反発の声があり、正式就任は見送られた。同年12月14日、島村を名誉会長に棚上げすることで、伊吹の正式な会長就任が決まり、「伊吹派」が発足した。「亀井派」のイメージを払拭するため、平沼が命名した「志帥会」の名称を変更することも検討されたが、派内の反発もあり断念した。
2007年3月15日、名誉会長だった島村が派閥を退会。これは、亀井の離脱以来、派内における主導権争いにおいて島村が伊吹と対立していたことや、島村が郵政解散に反対していた経緯から、「刺客」として選挙を戦った同派の西川京子や鍵田忠兵衛との間に確執が生じていたことなどが原因と見られている。
9月の自民党総裁選で、伊吹派は古賀派や町村派と連携して麻生派を除く八派閥で福田康夫支持を固め、「麻生包囲網」を敷いた。しかし、伊吹派からは麻生太郎の総裁候補推薦人を5人も出したため、伊吹派は福田支持で固まっていない派閥と見られた。伊吹派の所属議員で、麻生支持を明確にした議員は28人中20人いた。
9月24日に新総裁福田の下で伊吹は幹事長に就く。志帥会から幹事長を輩出するのは派閥創設以来初で、中曽根派・渡辺派・旧渡辺派時代を含めても3人目である。幹事長就任に伴い、伊吹が形式的に派閥を離脱したため、中川昭一が会長代行に就任した。
伊吹は福田康夫改造内閣では財務大臣に就任したが1か月余で福田は首相を辞任する。5人が立候補した2008年の自民党総裁選で伊吹派は麻生太郎幹事長の支持を派閥単位で決定する。麻生の盟友であった中川がいち早く麻生支持を表明し、9月4日の伊吹派役員会でその旨が確認された。麻生内閣の発足に伴い、河村建夫が内閣官房長官に、伊吹に代わり中川昭一が財務大臣に就任した。のちに辞任する。
2009年の第45回衆議院議員総選挙では次期会長候補の筆頭だった中川ら派閥メンバーの落選が相次ぎ、派閥領袖が苦戦する中、会長である伊吹も京都1区で敗れ、比例近畿ブロックで復活当選することとなった。選挙後、北海道7区で初当選した伊東良孝が加入した。
総選挙の惨敗を受けて派閥の勢力は大幅に縮小され、中川が10月に急逝する。2009年の総選挙で当選者が会長の二階俊博1人だった保守新党の流れを組む二階派と合併が模索され、11月5日に二階派の二階俊博、泉信也、鶴保庸介の3人が伊吹派へ合流した。2010年1月に古屋圭司が議員グループのぞみへの参加を表明して休会し、事実上伊吹派を離脱した。2010年の第22回参議院議員通常選挙に泉が出馬せず、政界を引退。新たに2009年の総選挙で落選し、参議院に鞍替えして出馬した片山さつきが当選後、加入した。同年8月には中曽根弘文が自民党参議院議員会長選挙への出馬を表明。「脱派閥」を掲げての出馬であるため、中曽根は伊吹派を離脱した（後に復帰）。
2011年5月12日に無所属の中村喜四郎が無所属のまま特別会員として入会したものの、自民党入党は見送られた。中村は2020年9月に立憲民主党に入党する。

### 二階派時代

#### 第2次安倍内閣発足

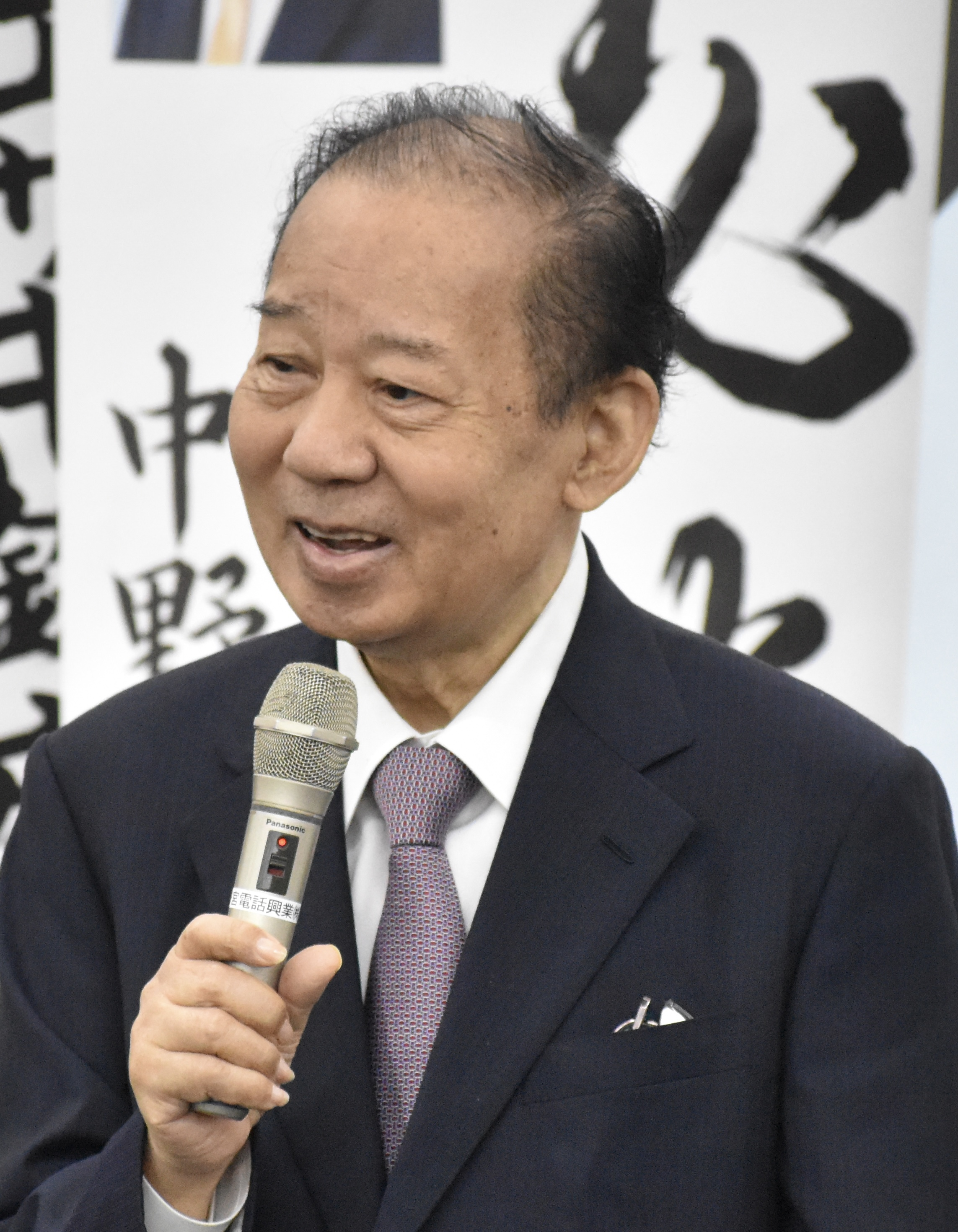
二階俊博

2012年12月26日に安倍晋三が内閣総理大臣に任命され、第2次安倍内閣が発足。同日、会長の伊吹文明が衆議院議長に選出され、慣例により同派を離脱したことに伴い、12月27日に二階俊博が後任会長となり「二階派」に移行した。事務総長の河村建夫も党四役ポストに格上げされた選挙対策委員長就任に伴い、同派を離脱。後任の事務総長は西川公也となった。
2014年9月の党役員人事で会長の二階が総務会長に就任したため、慣例として派閥を離脱。会長職は空席とし、選対委員長を退任した河村が会長代行に就任した。なお、対外的な呼称（通称）は引き続き二階派のままである。同年12月に伊吹が衆議院議長を退任し復帰。2015年、石原派との合流論が浮上したが、実現しなかった。
二階は郵政造反組復党問題で自民党を離党した議員や、民主党などの他党出身者を積極的に自派に引き入れた。無所属議員を特別会員（以前は客員会員）として受け入れ、自民党入党後に派閥の正会員とする。郵政問題を巡っては、自民系無所属の長崎幸太郎が2013年に、小泉龍司が2014年に二階派特別会員となり、2017年10月に正会員となって復党した。自民党を除名されていた綿貫民輔の復党を二階派主導で党に働きかけ、復党を実現させた。
他党出身者では、民主党を離党した山口壯が2013年12月に客員会員として入会し2015年1月に入党した。2016年夏には平野達男元復興大臣が、2017年9月には元みんなの党代表の浅尾慶一郎がそれぞれ自民党入党と二階派入り（浅尾は2022年の第26回参議院議員通常選挙で当選後に麻生派に入会）を果たした。
2016年8月3日、第3次安倍第2次改造内閣が発足。前年11月に二階派に入会したばかりの今村雅弘が復興大臣として初入閣した。同日、二階が自民党幹事長に就任した。二階派は幹事長派閥となり、二階は自民党総裁任期を「連続2期6年」から「連続3期9年」に延長する党則改正を主導した。
2017年4月25日、今村雅弘は二階派のパーティーで講演した際、東日本大震災の被害に触れ「まだ東北で、あっちの方だったから良かった。首都圏に近かったりすると、莫大な、甚大な額になった」と述べた。安倍首相はこの発言を重くとらえ、更迭を即座に決定。翌26日午前、今村は復興大臣の辞表を提出し受理された。
2018年10月2日、第4次安倍第1次改造内閣が発足。吉川貴盛、桜田義孝を入閣させ、二階はここでも、他派閥からの移籍組を閣僚に押し上げる手腕を見せた。
2019年1月31日に元環境大臣で旧民主党・希望の党出身の細野豪志が無所属のまま特別会員として入会したものの、その時点での自民党入党は見送られた。2021年10月31日の第49回衆議院議員選挙の5日後11月5日に入党。同年の第25回参議院議員通常選挙では、民主党を離党した熊田篤嗣・尾立源幸の擁立を主導した。9月5日に鷲尾英一郎が入会した。同時期に無所属元職の桜内文城も入会している。2020年7月に長島昭久が入会した。
党内の公認争いも厭わない二階派の拡大路線については、他派の一部からは強い反発があるが、二階は「自民党が謙虚に受け入れるだけの雅量がなきゃダメだ」「仲間がそろってこそ、大きな力になる。それが政治だ。派閥政治のどこが悪いのか」と牽制した。
2020年8月28日に安倍が首相を辞任する意向を正式に表明。9月14日の自民党総裁選挙で二階派の拡大路線を引き継いで内閣官房長官・菅義偉の出馬に道筋を付け、細田、麻生、竹下の主要3派が菅支持に雪崩を打つきっかけをつくった。二階が菅政権誕生を主導し、政権や党の人事で二階派議員が厚遇されたため、反発を生む。
2021年9月29日の総裁選で当初菅の再選を支持する方向であった。出馬を表明していた岸田文雄が党役員の任期制限を公約に掲げ事実上の「二階外し」を訴え支持拡大を図ると、菅も党役員人事を行い二階を幹事長から退任させる意向を示したが、結果的に新役員人事を決めることができずに総裁選出馬を撤回した。この流れに対し、二階は岸田の案に不快感を示し、会長代行の河村建夫は菅が二階を交代させようとして「自ら墓穴を掘った」と話した。総裁選には自主投票の方針で臨み、岸田以外の全候補に推薦人を貸した。二階自身は支持候補を明らかにしなかったが、会長代行の河村、中曽根は高市の支持を表明した。岸田内閣では党四役から外され、非主流派に転落したが、山口壯と小林鷹之の2人が入閣した。
10月の第49回衆議院議員総選挙は引退者や落選者が相次ぎ、衆議院解散時に47名であった会員数は総選挙を経て37名となったものの、新人議員の加入や元職の復帰などによって同年11月末の時点では40名代前半に回復した。総選挙の直後である同年11月5日に細野豪志の入党が認められ、特別会員から正式な会員となった。自民党現職を破り初当選した三反園訓が、2022年3月10日に無所属ながら特別会員として志帥会への入会が了承された。
2022年4月、片山さつき元地方創生担当相と衛藤晟一元沖縄北方担当相が退会、2023年2月と6月に泉田裕彦、中川郁子両衆院議員が派閥を去った。
同年11月25日、総務省は2021年分の政治資金収支報告書を公表。宏池会と並び党内派閥4位の43名（当時）ながら2019年から2021年の3年連続で政治資金収入が党内派閥トップ（3億3599万円）であったことが明らかになった。

#### 政治資金パーティーをめぐる裏金問題
2023年10月、神戸学院大学教授の上脇博之は、自民党5派閥が政治資金パーティーの収入を2018 - 2021年分の政治資金収支報告書に計4168万円分を過少記載したとする告発状を東京地方検察庁に提出した。記載漏れの内訳は、清和政策研究会（安倍派）が1952万円、志帥会（二階派）が974万円、平成研究会（茂木派）が620万円、志公会（麻生派）が410万円、宏池政策研究会（岸田派）が212万円。11月18日にNHKが上脇の告発内容や東京地検特捜部が5派閥の担当者に任意の事情聴取を要請し、聴取を進めていることなどを報じた。
11月22日に桜田義孝が11月30日付の退会届を提出し、派閥から課される政治資金パーティー券の300枚の販売ノルマを達成するのが難しいことを理由に挙げた。退会届は12月8日までに受理された。
12月1日に安倍派が所属議員が販売ノルマを超えて集めた分の収入を裏金として議員側にキックバックする運用を組織的に続けてきた疑いがあることが、朝日新聞によってスクープされた。12月3日に、二階派も所属議員が販売ノルマを超過して集めた分を派閥側の政治資金収支報告書の収入に記載しない運用をしていた疑いがあることが報じられた。記載しなかった総額は安倍派と同じ1億円を超えるとされた（安倍派についてはその後、5億円に修正された）。志帥会の政治資金収支報告書の記載内容は下記のとおり。
| 年月日        | パーティー名                         | 会場                 | 収入             | 購入者数 | 出典 |
| ------------- | ------------------------------------ | -------------------- | ---------------- | -------- | ---- |
| 2018年4月23日 | 強くしなやかに共に生きる             | ホテルニューオータニ | 2億1744万7555円  | 8,371人  | [51] |
| 2019年5月9日  | 新しい時代に進める「強靭な国づくり」 | ホテルニューオータニ | 2億4940万円      | 9,976人  | [52] |
| 2020年10月7日 | ワンチームで時代を前へ 輝け日本！    | ホテルニューオータニ | 2億2767万円      | 9,106人  | [53] |
| 2021年9月24日 | 新たな時代の国家戦略                 | ホテルニューオータニ | 2億7802万7583円  | 11,121人 | [54] |
| 2022年5月16日 | 志帥会と同志の集い                   | ホテルニューオータニ | 1億8845万1308円  | 7,538人  | [55] |
| （合計）      |                                      |                      | 11億6099万6446円 |          |      |
12月14日に岸田文雄首相はこの問題の影響を最も強く受ける安倍派所属の閣僚4人、副大臣5人、政務官1人を事実上更迭した。12月19日に東京地検特捜部は安倍派と二階派の事務所への強制捜査を開始した。二階派に所属する閣僚二人の小泉龍司と自見英子の去就に注目が集まったが、12月19日に岸田は両人について続投させると明言した。12月20日、小泉と中野英幸法務大臣政務官が退会届を提出し、受理された。12月22日に自見も退会届を提出したが、派閥側は退会を認めなかった。会長の二階は「大臣になりたい時は『ワンワン』と言っておいて。礼儀を知らない」と自見への怒りをあらわにした。
2024年1月6日、政治資金パーティーをめぐる裏金問題で、東京地検特捜部が二階と、事務総長経験者の平沢勝栄を任意で事情聴取したことが報道により明らかとなった。
同年1月11日、議員側が販売ノルマを超えて集めた分を派閥側に納入せずに懐に収めた「中抜き」の総額は、2018年 - 2022年の5年間で1億円に上ることが明らかとなった。二階派の直近5年間の裏金はキックバック分とあわせると2億円を超えるとされる。

### 解散
2024年1月19日、二階派は緊急の議員総会を実施し、そこにおいて会長の二階が「派閥を解散したい」と表明し、解散が決定した。二階は総会後の記者会見において「政治への信頼を取り戻すために、志帥会（二階派）を解散するという結論に至り、先ほど、所属議員の了承を得た」と述べている。また同日、5年間で計約2億6400万円を収入として政治資金収支報告書に記載しなかったとして二階派の会計責任者が政治資金規正法違反（虚偽記載）の罪で在宅起訴された。同年6月21日に事務所を閉鎖した。同年9月10日、元会計責任者が東京地方裁判所から禁錮2年、執行猶予5年の判決を言い渡された。24日の控訴期限までに被告側、検察側双方が控訴しなかったため、地裁判決が確定した。
2025年4月15日、二階派に所属していた国会議員や元議員らが東京都内で会合を開き、派閥解散後の残金全額を党に寄付する方針を決めた。同年6月19日、総務省に政治団体の解散を届け出て同日中に受理され、正式に解散した。

## 所属議員の不祥事
- 田畑毅 - 2019年2月6日、知人女性から準強制性交容疑で告訴され、盗撮で被害届を出された。同年3月1日、議員辞職した[72]。
- 秋元司 - 2019年12月25日、IR汚職事件をめぐる収賄の容疑で東京地検特捜部に逮捕された[73]。
- 河井案里 - 2020年6月18日、広島県内の地方議員や首長ら94人に投票や票の取りまとめを依頼し、計約2,570万円の報酬を渡したとして、夫の河井克行（安倍派）と共に東京地検特捜部に逮捕された[74]。

- 吉川貴盛 - 2020年12月22日、アキタフーズからの現金を受け取った鶏卵汚職事件の責任をとり議員辞職した[25]。その後在宅起訴された[75]。

## 政策
中曽根康弘・亀井静香・二階俊博の三巨頭が二度に亘り結集した派閥である。村上正邦の影響によりタカ派色があり、親米保守色がある清和政策研究会やハト派色がある宏池会などとは一線を画していた。ただし、旗揚げ時は中曽根を擁しており、現在では清和研分裂組は派内にほとんど残っていない。二階の勧誘により入会するケースがあるのも特徴であり、他党出身者も多く在籍する。二階自身も自民党の出戻りである。二階曰く来る者は拒まず、去る者は追わず。二階の後輩議員の面倒見のよさは政界では有名な話であると日本経済新聞は報じている。
- 国防・外交・内政は、平沼赳夫の影響により清和研分裂組の合流後は改憲支持派・対北朝鮮強硬派・外国人参政権および人権擁護法案反対派が増加し、部落解放同盟を懐柔しており、人権擁護法案反対を唱える議員連盟・真の人権擁護を考える懇談会への参加率が高い[要出典]。
- 農政は、中川昭一や松岡利勝が保護主義の従来型農政から三村申吾青森県知事による施策を参考に「攻めの農業」や「攻めの農林水産業」に転換し、EPA推進のため、熱心に取り組んでいた[要出典]。
- 経済は、郵政民営化の採決に反対して小泉純一郎が進めた聖域なき構造改革に反対する族議員が多かった。建設相・運輸相の両方を務めた経験のある亀井は、現在では犯罪とされる談合を「正義」と公言して憚らなかったため、積極財政およびバラマキ財政を行う守旧派のイメージに拍車がかかった[要出典]。
  - 与謝野馨は財政再建派で増税派の急先鋒であった。伊吹文明は大蔵官僚出身で、財政規律を重視する姿勢を示している[80]。

## 歴代会長
| 代 | 会長     | 派閥呼称     | 期間            |
| -- | -------- | ------------ | --------------- |
| 1  | 村上正邦 | 村上・亀井派 | 1999年          |
| 2  | 江藤隆美 | 江藤・亀井派 | 1999年 - 2003年 |
| 3  | 亀井静香 | 亀井派       | 2003年 - 2005年 |
| -  | 平沼赳夫 | 旧亀井派     | 2005年          |
| -  | 空席※1   | 旧亀井派     | 2005年          |
| 4  | 伊吹文明 | 伊吹派       | 2005年 - 2007年 |
| -  | 空席※2   | 伊吹派       | 2007年 - 2008年 |
| 4  | 伊吹文明 | 伊吹派       | 2008年 - 2012年 |
| 5  | 二階俊博 | 二階派       | 2012年 - 2014年 |
| -  | 空席※3   | 二階派       | 2014年 - 2021年 |
| 5  | 二階俊博 | 二階派       | 2021年 - 2024年 |

※1 平沼の会長辞任後の混乱による

※2 伊吹の幹事長就任による

※3 二階の総務会長・幹事長就任による

## 解散時の構成

### 役員
| 会長     | 会長代行          | 副会長            | 事務総長 | 政策委員長 | 最高顧問 |
| -------- | ----------------- | ----------------- | -------- | ---------- | -------- |
| 二階俊博 | 中曽根弘文 林幹雄 | 鶴保庸介 江﨑鐵磨 | 武田良太 | 細野豪志   | 伊吹文明 |

### 衆議院議員
| 二階俊博 （13回、和歌山3区）         | 林幹雄 （10回、千葉10区）           | 今村雅弘 （9回、比例九州）           | 平沢勝栄 （9回、東京17区）                   |
| 江﨑鐵磨 （8回、愛知10区）           | 細野豪志 （8回、静岡5区）           | 武田良太 （7回、福岡11区）           | 谷公一 （7回、兵庫5区）                      |
| 長島昭久 （7回、比例東京・東京18区） | 山口壯 （7回、兵庫12区）            | 鷲尾英一郎 （6回、比例北陸信越）     | 金田勝年 （5回・参院2回、比例東北・秋田2区） |
| 伊藤忠彦 （5回、愛知8区）            | 伊東良孝 （5回、北海道7区）         | 松本洋平 （5回、比例東京・東京19区） | 大岡敏孝 （4回、滋賀1区）                    |
| 小倉將信 （4回、東京23区）           | 勝俣孝明 （4回、静岡6区）           | 小林鷹之 （4回、千葉2区）            | 武部新 （4回、北海道12区）                   |
| 宮内秀樹 （4回、福岡4区）            | 小林茂樹 （3回、比例近畿・奈良1区） | 高木宏壽 （3回、北海道3区）          | 鳩山二郎 （3回、福岡6区）                    |
| 小寺裕雄 （2回、滋賀4区）            | 中曽根康隆 （2回、群馬1区）         | 尾﨑正直 （1回、高知2区）            | 国定勇人 （1回、比例北陸信越・新潟4区）      |
| 平沼正二郎 （1回、岡山3区）          | 三反園訓 （1回、鹿児島2区）         |                                      |                                              |

（計30名）

### 参議院議員
| 中曽根弘文 （7回、群馬県） | 鶴保庸介 （5回、和歌山県） | 自見英子 （2回、比例区） | 進藤金日子 （2回、比例区） | 岩本剛人 （1回、北海道） |
| 梶原大介 （1回、比例区）   | 清水真人 （1回、群馬県）   | 宮崎雅夫 （1回、比例区） | 若林洋平 （1回、静岡県）   |                          |

（計9名）

## かつて所属していた人物
- 石破茂[81]、三原朝彦、矢上雅義
平成研究会へ移籍。
- 小山孝雄、村上正邦
KSD事件により、離党及び議員辞職。
- 与謝野馨
第42回衆議院議員総選挙落選後、離脱。
- 渡辺喜美
2000年11月に退会。
- 末広まきこ
2001年5月に離脱。
- 中山正暉
2003年に脱会。
- 武藤嘉文
2004年に退会。
- 亀井静香
2005年8月、自民党を除名。
- 水野賢一
郵政解散の2005年8月9日に退会。
- 青山丘
2005年8月21日、自民党を離党。新党日本に参加。
- 平沼赳夫、松宮勲、小林興起、山下貴史
第44回衆議院議員総選挙で非公認。
- 江藤拓
第44回衆議院議員総選挙で非公認。復党後、無派閥を経て2007年10月に再入会。2010年6月に再退会。
- 亀井郁夫
2005年12月8日、自民党を除名。
- 荒井広幸
2006年8月21日、新党日本に参加。同年10月に自民党を除名。
- 島村宜伸
2007年、名誉会長を辞任し退会。
- 柏村武昭
2007年3月25日、議員辞職。
- 三浦一水
2008年、自民党を離党。
- 栗原博久
第45回衆議院議員総選挙落選後、離脱。
- 西川京子
第45回衆議院議員総選挙落選後、離脱。第46回衆議院議員総選挙当選後は為公会に移籍。
- 古屋圭司
2010年1月、のぞみへの参加に伴い、休会。
- 中川義雄
2010年4月、自民党を離党。
- 矢野哲朗
2010年4月22日、自民党を離党。
- 松浪健太
2010年5月、退会。
- 遠藤敬、米山隆一
非議員時代に参加。第46回衆議院議員総選挙に日本維新の会から出馬に伴い離脱。
- 宮崎謙介
2016年2月16日、議員辞職。
- 中原八一
第24回参議院議員通常選挙落選後、離脱。
- 金子恵美
第48回衆議院議員総選挙落選後、離脱。
- 中村喜四郎
2018年1月、民進党系無所属衆議院会派の無所属の会に参加。2020年9月、立憲民主党に入党。
- 田畑毅
2019年2月21日、自民党を離党（その後同年3月1日に議員辞職）。
- 吉川貴盛
2020年12月22日、議員辞職。
- 河井案里
2021年2月3日、議員辞職（同年2月5日に当選無効）。
- 秋元司
第49回衆議院議員総選挙不出馬に伴い、離脱。
- 片山さつき
2022年2月21日、退会勧告。清風会を経て[82]、2023年4月に正会員として清和政策研究会に入会。
- 衛藤晟一
2022年4月に退会。清風会を経て、同年7月に正会員として清和政策研究会に入会。
- 浅尾慶一郎
第26回参院選当選時に志公会に移籍。
- 三木亨
2023年1月13日、議員辞職。
- 泉田裕彦
2023年2月17日付で退会。
- 中川郁子
2023年4月14日付で退会。無派閥を経て、同年6月15日に志公会に入会[83]。
- 桜田義孝
2023年11月30日付で退会届を提出し[84]、12月8日までに受理された[85]。
- 小泉龍司、中野英幸
2023年12月20日付で退会。

### その他国政選挙落選・引退者
※は、国政選挙落選者、◆は、政界を引退した者、●は、現職国会議員のまま死去した者。括弧内は、議員でなくなった時点での議会所属。
- 佐藤静雄※（衆・北海道4区）
- 中川昭一※（衆・北海道11区）
- 佐藤孝行※（衆・比例北海道）
- 清水誠一※（衆・比例北海道）
- 平野達男※（参・岩手県）
- 勝沼栄明※（衆・比例東北）
- 永岡洋治●（衆・茨城7区）
- 狩野安◆（参・茨城県）
- 谷津義男※（衆・群馬3区）
- 松永光※（衆・埼玉1区）
- 中野清※（衆・埼玉7区）
- 小島敏男◆（衆・埼玉12区）
- 増田敏男◆（衆・埼玉12区）
- 金子善次郎※（衆・比例北関東）
- 中曽根康弘◆（衆・比例北関東）
- 中森福代◆（衆・比例北関東）
- 西川公也※（衆・比例北関東）
- 椎名一保※（参・千葉県）
- 倉田寛之◆（参・千葉県）
- 石渡清元◆（参・神奈川県）
- 中尾栄一※（衆・山梨1区）
- 長崎幸太郎※（衆・山梨2区）
- 出畑実※（衆・比例南関東）
- 藤田幹雄※（衆・比例南関東）
- 米田建三◆（衆・比例南関東）
- 愛知和男※（衆・比例東京）
- 安井潤一郎※（衆・比例東京）
- 保坂三蔵※（参・東京都）
- 長島忠美●（衆・新潟5区）
- 牧野隆守※（衆・福井2区）
- 木内均※（衆・比例北陸信越）
- 萩山教嚴◆（衆・比例北陸信越）
- 山本拓※（衆・比例北陸信越）
- 吉田六左ェ門※（衆・比例北陸信越）
- 大野つや子◆（参・岐阜県）
- 木部佳昭※（衆・旧静岡7区）
- 稲垣実男※（衆・比例東海）
- 伊吹文明◆（衆・京都1区）
- 熊田篤嗣※（衆・大阪1区）
- 尾立源幸※（参・大阪府）
- 柳本卓治◆（参・大阪府）
- 谷洋一◆（衆・兵庫5区）
- 井脇ノブ子※（衆・比例近畿）
- 岡下昌平※（衆・比例近畿）
- 鍵田忠兵衛◆（衆・比例近畿）
- 門博文※（衆・比例近畿）
- 神谷昇※（衆・比例近畿）
- 阪上善秀※（衆・比例近畿）
- 佐藤ゆかり※（衆・比例近畿）
- 繁本護※（衆・比例近畿）
- 林省之介※（衆・比例近畿）
- 原健三郎◆（衆・比例近畿）
- 川上義博※（参・鳥取県）[注 4]
- 加藤紀文※（参・岡山県）
- 河村建夫◆（衆・山口3区）
- 櫻内義雄◆（衆・比例中国）
- 能勢和子◆（衆・比例中国）
- 増原義剛※（衆・比例中国）
- 越智伊平●（衆・比例四国）
- 桜内文城※（衆・比例四国）
- 福井照※（衆・比例四国）
- 松岡利勝●（衆・熊本3区）
- 仲道俊哉※（参・大分県）
- 江藤隆美◆（衆・宮崎2区）
- 山中貞則●（衆・鹿児島5区）
- 泉信也◆（参・比例区）
- 小野清子◆（参・比例区）
- 木村義雄※（参・比例区）
- 桜井新◆（参・比例区）
- 日出英輔※（参・比例区）
- 福島啓史郎※（参・比例区）
- 柳川覚治◆（参・比例区）
- 依田智治※（参・比例区）